# Neoneura moorei
Neoneura moorei là loài chuồn chuồn trong họ Protoneuridae. Loài này được Machado mô tả khoa học đầu tiên năm 2003.